# País de Brocéliande
El País de Brocéliande (bretó Bro Vreselien) és un país (Llei Voynet), que aplega cinc comunitats de comunes del departament d'Ille i Vilaine: País de Bécherel, Montfort Comunitat, País de Saint-Méen-le-Grand, País de Montauban-de-Bretagne i Brocéliande.
Al seu territori es troba el bosc de Paimpont assimilat tradicionalment al llegendari bosc de Brocéliande de la llegenda artúrica.

## Les 43 comunes

### Comunitat de comunes del País de Bécherel
- Bécherel
- Cardroc
- Irodouër
- La Chapelle-Chaussée
- Langan
- Les Iffs
- Miniac-sous-Bécherel
- Romillé
- Saint-Brieuc-des-Iffs
- Saint-Pern

### Montfort Comunitat
- Bédée
- Breteil
- Iffendic
- La Nouaye
- Montfort-sur-Meu
- Pleumeleuc
- Talensac
- Saint-Gonlay

### Comunitat de comunes del País de Saint-Méen-le-Grand
- Bléruais
- Le Crouais
- Gaël
- Muel
- Quédillac
- Saint-Malon-sur-Mel
- Saint-Maugan
- Saint-Méen-le-Grand
- Saint-Onen-la-Chapelle

### Comunitat de comunes del País de Montauban-de-Bretagne
- Boisgervilly
- La Chapelle-du-Lou
- Landujan
- Le Lou-du-Lac
- Médréac
- Montauban-de-Bretagne
- Saint-M'Hervon
- Saint-Uniac

### Comunitat de comunes de Brocéliande
- Bréal-sous-Montfort
- Maxent
- Monterfil
- Paimpont
- Plélan-le-Grand
- Saint-Péran
- Saint-Thurial
- Treffendel